# جوجل أنسرز
جوجل أنسرز (بالإنجليزية: Google Answers)‏ هو سوق معرفي عبر الإنترنت أطلقته شركة جوجل، بقي نشطاً من أبريل 2002 حتى ديسمبر 2006.

## التاريخ
أُطلقت إجابات جوجل - النسخة الإنجليزية - في أبريل 2002. وبعدها بشهر، تمت إضافة ميزة البحث. خرجت إجابات جوجل من الإصدار التجريبي في مايو 2003. كان الموقع يتلقى أكثر من 100 سؤال في اليوم الواحد إلى قبل انتهاء الخدمة في ديسمبر 2006. ولكنها لم تكن قوية بما يكفي للتنافس ضد ياهو! أنسرز.
افتتحت جوجل مواقع مشابهة، أحدها في روسيا يُطلق عليه أيضًا أسئلة وأجوبة Google في عام 2007، والآخر في الصين يسمى Tianya Answers. وفي سبتمبر 2009 أطلقت جوجل نسخة عربية تسمى جوجل إجابات (Google Ejabat). إلا أنه في أواخر مايو 2014، أٌعلن عن أن هذه الخدمة سوف تكون متاحة للقراءة فقط اعتبارًا من 23 يونيو 2014.